# 2010年中華民國直轄市市長選舉
2010年中華民國直轄市市長選舉是2010年中華民國直轄市公職人員選舉（又稱99年五都選舉）的一部份，於2010年11月27日舉行，由目前中華民國自由地區五個原有或新成立的直轄市（臺北市、新北市、臺中市、臺南市及高雄市）選出新一屆的市长及市議員。其中除臺北市維持其原有規模外，新北市、臺中市及臺南市分別由原臺灣省轄之臺北縣改制、臺中縣、臺中市合併改制及臺南縣、臺南市合併改制，而高雄市則由原直轄市高雄市及臺灣省轄之高雄縣合併改制。
本次選舉是繼2009年縣市長選舉後的第二次全國性選舉，被視為對馬英九政府的第二輪信任投票。由於五個直轄市的人口合計達1,370萬，佔全臺灣總人口的六成左右，故被視為2012年總統大選前哨戰。

## 選舉結果統計
各直轄市之市長選舉當選人及次高票者之名單（粗體者為該選區內的時任直轄市長或縣市長）：
| 直轄市 | 當選者（登記政黨）    | 次高票者（登記政黨）  |
| ------ | --------------------- | --------------------- |
| 臺北市 | 郝龍斌（ 中國國民黨） | 蘇貞昌（ 民主進步黨） |
| 新北市 | 朱立倫（ 中國國民黨） | 蔡英文（ 民主進步黨） |
| 臺中市 | 胡志強（ 中國國民黨） | 蘇嘉全（ 民主進步黨） |
| 臺南市 | 賴清德（ 民主進步黨） | 郭添財（ 中國國民黨） |
| 高雄市 | 陳菊（ 民主進步黨）   | 楊秋興（無黨籍）      |

中華民國直轄市市長選舉政黨得票數：
| 政黨                   | 得票數    | 得票率 |  |
| ---------------------- | --------- | ------ |  |
| 民主進步黨             | 3,772,373 | 49.87% |  |
| 中國國民黨             | 3,369,052 | 44.54% |  |
| 政黨得票數總計         | 7,141,425 | 94.41% |  |
| 無黨籍及未經政黨推薦者 | 422,692   | 5.59%  |  |

## 臺北市

### 政治背景
臺北市為中華民國中央政府所在地，實質享有國都地位，亦為臺灣的政治、經濟、文化等產業的樞紐中心，是臺灣都會區人口最多、最繁榮的都市，總統府及中央政府各單位也大都位於臺北市境內。因此臺北市市長由於身為臺北市最高的行政首長，故其代表意義十分重要，相關新聞也因此經常佔據媒體相當大的版面。曾任民選市長的陳水扁與馬英九於2000年及2008年當選總統之後，臺北市長一職更被認為是通往總統之路的「跳板」之一。由於掌握的資源非常豐富，因此也成為政黨選舉的必爭之地，臺北市市長與其下的局處首長甚至被暱稱為「小內閣」。
臺北市當時由國民黨執政，且在近二十年來的選民結構一直都是藍大於綠。而在歷年來的藍綠陣營對決中，臺北市的基本盤格局一直都維持在藍六、綠四。在臺北市十二個行政區中，中正區、松山區、信義區、內湖區、南港區等五區皆明顯偏向藍營，大安區與文山區則是藍營的鐵票區，而大同區、士林區、北投區等三區則是綠營傳統的票倉。由於臺北市是台灣地區外省人比例最高的縣市，故外省人族群在臺北市的影響力也較臺灣其他縣市大，也因為外省聚落較多、公教人員的比率高，中國國民黨的經營也較深。

### 市長選舉

#### 政黨初選

##### 中國國民黨
國民黨內最初共有臺北市市長郝龍斌、立法委員丁守中以及臺北市議會議員楊實秋等三人表態有意參選臺北市市長。不過在國民黨秘書長金溥聰進行協調後，丁守中以顧全大局與團結考量為由，於2010年3月8日宣佈退出黨內初選，並表態全力支持臺北市長郝龍斌連任。
在2010年4月6日，國民黨黨中央公布五都市長參選表態名單，其中臺北市部份共有郝龍斌、楊實秋兩人參與黨內初選。在2010年4月19日，國民黨黨中央完成三都民調作業，其中臺北市以郝龍斌民調最高。在2010年5月12日，國民黨中常會通過了五都市長選舉提名人名單，其中臺北市方面，確定提名郝龍斌角逐連任。

##### 民主進步黨
在2009年三合一選舉落幕後不久，民進黨立法院黨團幹事長王幸男便透露，黨內共識盼主席蔡英文出戰臺北市、前行政院院長蘇貞昌出戰其曾多年掌政的新北市。而在2010年1月24日，民進黨臨時全國代表大會通過了「民進黨 2010 年直轄市長提名特別條例」，由中執會成立「提名協調小組」，其中非執政的三都（包含臺北市在內），將在徵詢可能人選及進行協調後，由主席提送中執會同意後徵召。在2010年3月4日，前行政院院長蘇貞昌在大龍峒保安宮正式宣布有意參選臺北市長。而臺北市議員周柏雅、前總統府祕書長陳師孟也分別在3月8日及3月11日表態有意投入臺北市長選戰。
此外，蔡英文也在2010年3月17日宣布爭取連任黨主席，初步排除參加五都選舉的可能。但在廣播節目中，陳師孟曾指出「民進黨主席蔡英文不排除選臺北市長」，而自己願當副手，不過蔡英文本人則表示「應該不是這樣解讀的」、「這個事我沒有特別要再評論的地方」。在2010年5月4日，臺灣教授協會會長陳儀深等親綠學者發起連署，呼籲黨內有意參選者「之前的宣布一切歸零」，不論正副市長都應推出一軍參選，其中臺北市方面，盼望由蔡英文與陳師孟搭配正副市長。而民進黨立委王幸男也建議，蔡英文及蘇貞昌兩人，都應納入臺北市及新北市民調，以決定提名人選。
不過最後，民進黨中執會在2010年5月25日，通過五都選舉提名人名單，其中臺北市方面，確定提名蘇貞昌參選。

##### 其他政黨及人選
無黨籍人士吳武明、蕭淑華及吳炎成皆在2010年9月13日至9月17日期間，登記參選第五屆臺北市市長選舉。

#### 候選人與競選過程
| 號次   | 1 | 2 | 3 |
| 政黨   | 無黨籍 | 中國國民黨 | 無黨籍 |
| 候選人 | 吳炎成 | 郝龍斌 | 蕭淑華 |
| 學歷   | - 臺北醫學院畢業 - 德國沙爾大學醫學博士 - 德國國家考試醫師及格 - 臺灣醫師開業執照 | - 國立臺灣大學農業化學系畢業（1975） - 美國麻州州立大學食品科技博士（1984） | - 崑山科技大學應用英語系畢業 - 國立台北商專附設空中商專學校商業資訊科畢業 |
| 經歷   | - 德國沙爾大學醫學院醫師、助理教授 - 臺北縣政府縣政顧問、都市計畫委員 - 臺北縣醫事審議委員 - 臺北縣工業發展投資策進會總幹事 - 行政院經建會全民健康保險委員 - 臺北縣板橋市市長參選人（1998） | - 大學教授（1984-1995） - 紅十字會總會顧問（1995） - 立法委員（1996-2001） - 新黨全委會召集人（2000-2001） - 行政院環保署署長（2001-2003） - 紅十字會秘書長（2004-2006） - 臺北市市長（2006-2014） | - 行銷經理、作者、編輯、會計、社區管委會委員 - 英語老師、探索教育引導師、課輔員、家長委員會委員 - 營造公司、砂石公司、工程公司、養雞場股東 - 洗衣店店長、餐廳服務生、公車小姐、美容師、泥作小工 |
| 出生地 | 日治臺灣台北州 | 中華民國臺灣省陽明山管理局 | 中華民國臺灣省臺東縣 |

| 號次   | 4 | 5 |
| 政黨   | 無黨籍 | 民主進步黨 |
| 候選人 | 吳武明 | 蘇貞昌 |
| 學歷   | - 國立臺灣大學電機工程學士 - 美國德州三一大學資訊科學、企業管理雙 碩士 - 美國奧斯汀德州大學資訊暨科技管理博士                                                                        | - 國立臺灣大學法律學系畢業（1968） - 律師高等考試及格（1971） - 韓國慶南大學榮譽法學博士（2004） |
| 經歷   | - 大學教授、研究院院士 - 行政院研考會研究員 - 財團法人中華電腦中心常務董事 - 臺大醫院資訊室顧問 - 科技大學評鑑委員 - 億通智慧科技董事兼總經理 - 美國德州聖班尼迪克醫療中心資訊室主任 | - 執業律師（1973-1983） - 臺灣省議員（1981-1989） - 屏東縣縣長（1989-1993） - 民主進步黨秘書長（1993-1997） - 立法委員（1996-1997） - 臺北縣縣長（1997-2004） - 總統府秘書長（2004-2005） - 民主進步黨補選黨主席（2005） - 行政院院長（2006-2007） - 第十二屆總統選舉民主進步黨副總統 參選人（2008） |
| 出生地 | 中華民國臺灣省臺北市 | 中華民國臺灣省屏東市 |

在此次選戰中，獲中國國民黨提名、尋求連任的郝龍斌，以「台北起飛，Fly High!」為競選主軸，並與同黨籍的新北市長候選人朱立倫共同提出「大台北黃金雙子城」、「黃金十年．北北共榮」等合作政見，表示將從交通、產業到生活面結合，將北北兩都打造成經貿重鎮。
而民主進步黨提名的蘇貞昌，以「台北超越台北」為競選主軸，並強調「市民才是市政專家」、「遠見的基礎是實踐」，且發表社福、交通、綠化、教育、公共工程、文化、都市發展、國際化等政策白皮書。此外，蘇貞昌也與同黨籍的新北市長參選人蔡英文聯合推出合作文宣。
以無黨籍身分參選的吳武明教授，則主張改善公車專用道及建構捷運路網、機場捷運與公車。
而無黨籍人士蕭淑華也提出許多相當特別的政見，包括「全年全天無休行政：零失業率」、「免費教育：開發無限可能」、「穩定財政：開源節流」、「強化衛生：健康生活」、「改善治安：提昇辦案水準」、「都會規劃：卓越新風貌」、「市營事業：豐盈市庫」、「四輪班制」、「機場設於外海，終結都會發展限制，避免飛安意外風險」、「垂直交叉動線、一路暢通無紅綠燈多層化預留管路道路」、「比捷運更便捷綠能公車轉運：安全、環保、節能、迅速」、「兩性守護天使免費輔導家務洽公、社會福利、教育生計」、「免費0歲到終身教育：自由選校、選老師、選課」、「教育資源館：出借圖書儀器、樂器玩具、服飾道具等」、「主題國宅大樓」、「高科技農業大樓：確保食物來源、穩定民生物價」。
退休人士吳炎成則主張將臺北市、新北市、基隆市、桃園縣、新竹縣市及宜蘭縣合併成為能與國際接軌的台北都，且從花東引水來台北，解決台北的水源問題。

##### 民意調查
| 臺北市市長選舉民意調查                                         | 臺北市市長選舉民意調查 | 臺北市市長選舉民意調查 | 臺北市市長選舉民意調查 | 臺北市市長選舉民意調查 |
| 民調來源                                                       | 完成日期               | 國民 郝龍斌            | 民進 蘇貞昌            | 未表態                 |
| -------------------------------------------------------------- | ---------------------- | ---------------------- | ---------------------- | ---------------------- |
| TVBS                                                           | 2010年5月26日          | 46%                    | 41%                    | 14%                    |
| 年代                                                           | 2010年6月11日          | 39.3%                  | 41.0%                  | 19.6%                  |
| 年代                                                           | 2010年6月22日          | 41.8%                  | 37.7%                  | 20.5%                  |
| 旺旺中時                                                       | 2010年7月15日          | 42.9%                  | 38.5%                  | 18.7%                  |
| TVBS                                                           | 2010年7月20日          | 44%                    | 41%                    | 15%                    |
| 展欣科技                                                       | 2010年8月19日          | 58.33%                 | 41.67%                 | —                      |
| TVBS                                                           | 2010年8月25日          | 45%                    | 42%                    | 12%                    |
| 蘋果日報                                                       | 2010年8月29日          | 43.12                  | 44.68%                 | 12.20%                 |
| 展欣科技                                                       | 2010年9月1日           | 44.55%                 | 55.45%                 | —                      |
| TVBS                                                           | 2010年9月8日           | 42%                    | 45%                    | 13%                    |
| 旺旺中時                                                       | 2010年9月17日          | 39.0%                  | 41.2%                  | 19.8%                  |
| 展欣科技                                                       | 2010年9月20日          | 52.94%                 | 47.06%                 | —                      |
| 聯合報系                                                       | 2010年9月26日          | 41%                    | 33%                    | 26%                    |
| 蘋果日報                                                       | 2010年10月3日          | 47.52%                 | 35.64%                 | 16.84%                 |
| TVBS                                                           | 2010年10月6日          | 43%                    | 42%                    | 15%                    |
| 世新大學                                                       | 2010年10月12日         | 33.2%                  | 30.1%                  | 36.7%                  |
| 自由時報                                                       | 2010年10月21日         | 36.84%                 | 37.45%                 | 25.71%                 |
| 聯合報系                                                       | 2010年10月24日         | 48%                    | 37%                    | 15%                    |
| TVBS                                                           | 2010年10月27日         | 46%                    | 40%                    | 14%                    |
| 旺旺中時                                                       | 2010年11月3日          | 42.7%                  | 42.1%                  | 15.2%                  |
| 財訊雜誌                                                       | 2010年11月7日          | 37.2%                  | 38.5%                  | 24.3%                  |
| 世新大學                                                       | 2010年11月8日          | 33.4%                  | 33.0%                  | 33.6%                  |
| 民進黨                                                         | 2010年11月10日         | 39.3%                  | 40.8%                  | 19.9%                  |
| TVBS                                                           | 2010年11月11日         | 49%                    | 39%                    | 12%                    |
| 旺旺中時                                                       | 2010年11月14日         | 47.3%                  | 39.6%                  | 13.2%                  |
| 註：以上媒體公佈的民意調查，均未將吳炎成、蕭淑華及吳武明納入。 |                        |                        |                        |                        |

##### 投票率及得票率預估
| 預估來源                       | 公佈日期       | 投票率 | 國民 郝龍斌 | 民進 蘇貞昌 | 無黨 吳武明 | 無黨 吳炎成 | 無黨 蕭淑華 |
| ------------------------------ | -------------- | ------ | ----------- | ----------- | ----------- | ----------- | ----------- |
| TVBS                           | 2010年8月25日  | 66%    | 51%         | 49%         | —           | —           | —           |
| TVBS                           | 2010年9月8日   | 67%    | 48%         | 52%         | —           | —           | —           |
| 展欣科技（页面存档备份，存于） | 2010年10月4日  | —      | 50.59%      | 49.41%      | —           | —           | —           |
| 聯合報系                       | 2010年10月24日 | —      | 49%         | 51%         | —           | —           | —           |
| TVBS                           | 2010年10月27日 | 68%    | 50.3%       | 49.7%       | —           | —           | —           |
| TVBS（页面存档备份，存于）     | 2010年11月11日 | 68%    | 53%         | 47%         | —           | —           | —           |
| 遠見雜誌                       | 2010年11月27日 | 68.0%  | 50.6%       | 48.5%       | 0.5%        | 0.3%        | 0.1%        |

### 選舉結果

台北市長選舉得票分布。

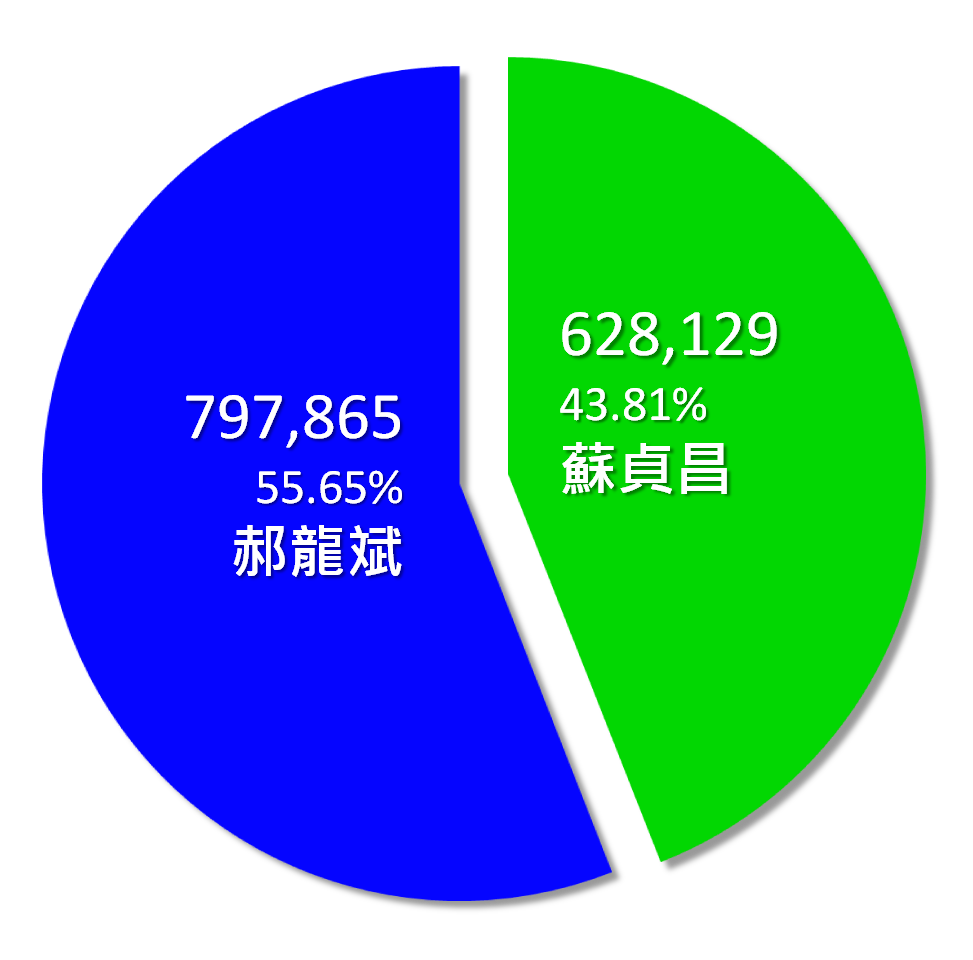

新北市長選舉得票分布。

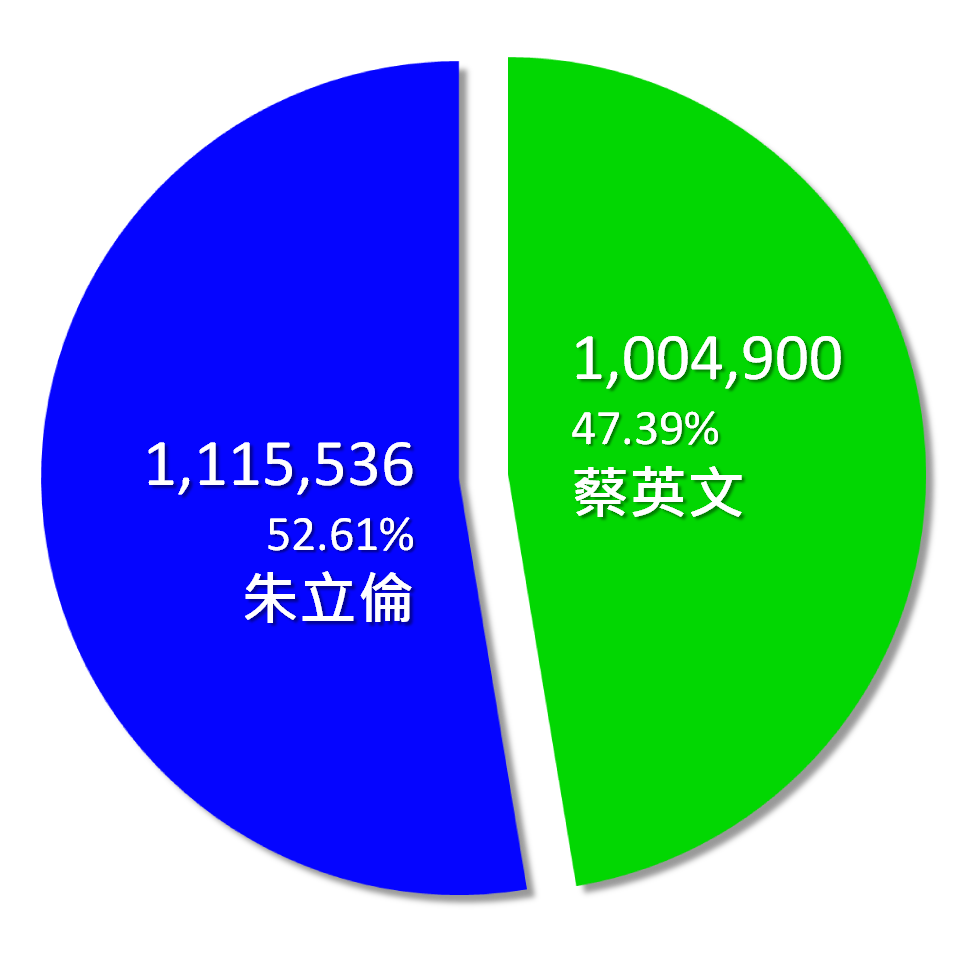

台中市長選舉得票分布。

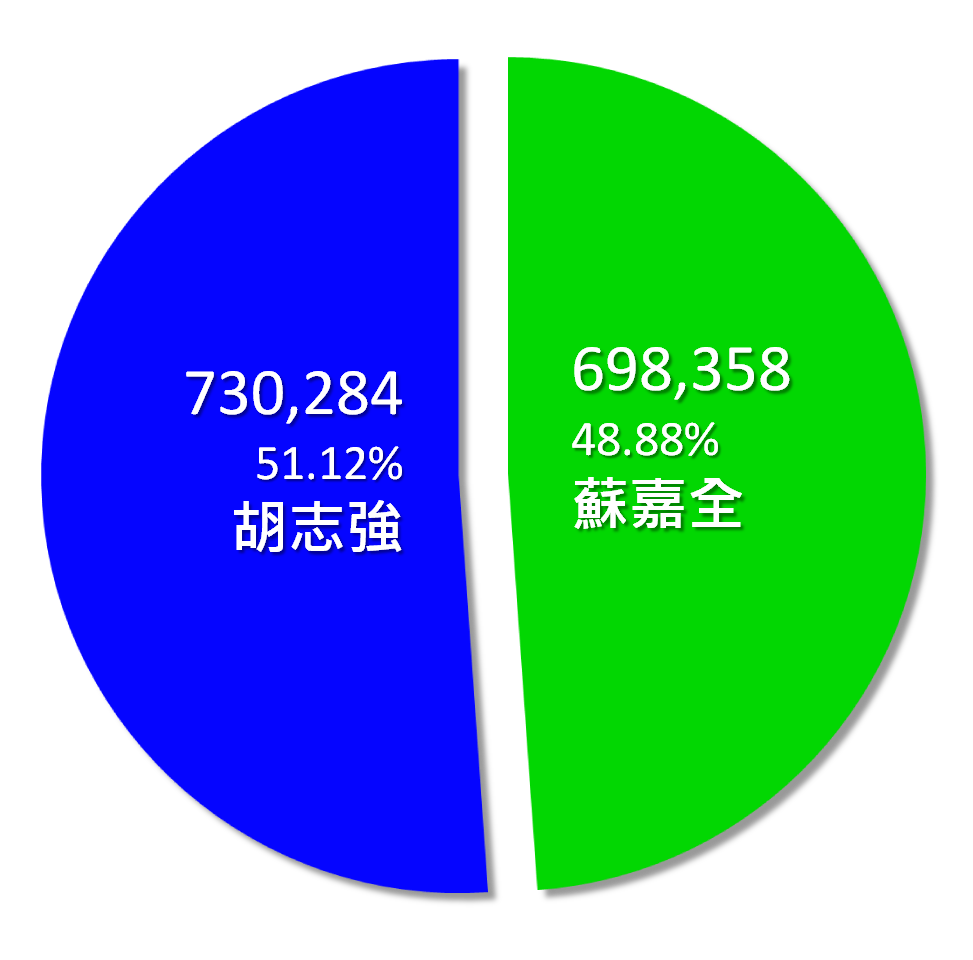

| 1        | 吳炎成   | 無黨籍         | 1,832票   | 0.13%                            |                                  |
| 2        | 郝龍斌   | 中國國民黨     | 797,865票 | 55.65%                           | 當選                             |
| 3        | 蕭淑華   | 無黨籍         | 2,238票   | 0.16%                            |                                  |
| 4        | 吳武明   | 無黨籍         | 3,672票   | 0.26%                            |                                  |
| 5        | 蘇貞昌   | 民主進步黨     | 628,129票 | 43.81%                           |                                  |
| 選舉日期 | 選舉日期 | 2010年11月27日 | 選舉人數  | 2,045,925人                      | 2,045,925人                      |
| 投票率   | 投票率   | 70.65%         | 投票人數  | 有效：1,433,736人 無效：11,634人 | 有效：1,433,736人 無效：11,634人 |

## 新北市

### 政治背景
此次選舉所牽涉的新北市是由原臺灣省下轄之臺北縣改制而成，在五都改制後，將成為臺灣地區人口最多的直轄市。由於幅員遼闊，選舉人數高達三百萬，故號稱全臺最大票倉，是各陣營兵家必爭之地。
整體而言，臺北縣選民結構呈現藍大於綠，且藍綠兩大陣營的基本盤大約在52:48左右。由於新北市的外來人口眾多，故各陣營在不同的鄉鎮市中互有領先。新北市的人口大多集中在原先的十個縣轄市中，及附近周圍行政區，其中西北地區的三重、蘆洲、新莊、五股等地是泛綠傳統的票倉。板橋及土城藍綠勢均力敵，惟近幾次選舉中，皆稍微偏向藍營，而中和、永和、新店、汐止等地則是藍營傳統的鐵票區，淡水、林口、瑞芳也略為偏藍，三峽、鶯歌兩地則分別微幅傾向藍及綠。而其餘周邊比較偏遠的行政區票源則是藍營綠軍各有所長。

### 市長選舉

#### 政黨初選

##### 中國國民黨
國民黨內最初共有行政院副院長朱立倫及臺北縣長周錫瑋兩人，被外界視為可能參選新北市長的人選。但在2010年2月22日，苦於民調無起色的周錫瑋召開記者會，正式宣佈不參加新北市市長選舉，並聲明以大局為重，全力支持朱立倫。在2010年4月6日，國民黨黨中央公布五都市長參選表態名單，由於新北市部份僅有行政院副院長朱立倫一人有意參選，故沒有進行民調。在2010年5月12日，國民黨中常會通過了五都市長選舉提名人名單，其中新北市方面，確定提名朱立倫參選。在獲得國民黨正式徵召之後，行政院副院長朱立倫也在2010年5月13日宣布辭官參選新北市長。

##### 民主進步黨
在2009年三合一選舉落幕後不久，民進黨立法院黨團幹事長王幸男便透露，黨內共識盼主席蔡英文出戰臺北市、前行政院長蘇貞昌出戰新北市。而在2010年1月24日，民進黨臨時全國代表大會通過了「民進黨 2010 年直轄市長提名特別條例」，由中執會成立「提名協調小組」，其中非執政的三都（包含新北市在內），將在徵詢可能人選及進行協調後，由主席提送中執會同意後徵召。在前行政院長蘇貞昌宣布參選臺北市長後不久，前行政院長游錫堃、曾任臺北縣長的前駐德代表尤清、前行政院秘書長陳景峻、前立委莊碩漢、周慧瑛、黃劍輝等六人便先後表態有意參選新北市長。此外，民進黨臺北縣議會黨團在完成新北市長可能人選的民調後，便在2010年4月12日前往黨中央，勸進民調領先的黨主席蔡英文帶職參選新北市長，但蔡英文早已宣布爭取連任黨主席，並且初步的排除參選五都的可能。
但民進黨內仍然一度傳出蘇貞昌選臺北市、蔡英文選新北市、謝長廷選大臺中市的「金三角」組合，而五都提名協調九人小組成員、立委陳明文也在2010年4月16日表示，該組合確實是選項之一，「這是規畫的人選」。不過對於此事，民進黨主席蔡英文發出新聞稿對九人小組部分成員「未遵守保密原則」深感遺憾，並邀集小組召集人蘇嘉全、政策會執行長柯建銘及陳明文等人到黨中央溝通，強調她要「專心擔任黨主席」。在2010年5月4日，臺灣教授協會會長陳儀深等親綠學者發起連署，呼籲黨內有意參選者「之前的宣布一切歸零」，不論正副市長都應推出一軍參選，其中新北市方面，盼望由蘇貞昌與游錫堃搭配正副市長。而民進黨立委王幸男也建議，蔡英文及蘇貞昌兩人，都應納入臺北市及新北市民調，以決定提名人選。
不過最後在全黨上下的力勸，蔡英文在2010年5月23日以九成的得票率高票連任黨主席後，便正式對外宣佈自己將投入年底的五都選戰。而在2010年5月25日，民進黨中執會通過了五都市長選舉提名人名單，其中新北市方面，確定提名蔡英文參選。

#### 候選人與競選過程
| 號次   | 1 | 2 |
| 政黨   | 中國國民黨 | 民主進步黨 |
| 候選人 | 朱立倫 | 蔡英文 |
| 學歷   | - 國立臺灣大學工商管理系畢業（1983年） - 美國紐約大學財務金融學碩士（1988年） - 美國紐約大學會計學博士（1991年） - 韓國世明大學經營學名譽博士（2007年）                                                   | - 國立臺灣大學法律系畢業（1978年） - 美國康乃爾大學法學院法學碩士（1980年） - 英國倫敦大學政經學院法學博士（1984年） |
| 經歷   | - 大學教授（1992-現任） - 立法委員（1999-2001） - 行政院陸委會諮詢委員（1999-2001） - 桃園縣縣長（2001-2009） - 中國國民黨副主席（2008-2009） - 行政院副院長（2009-2010） - 中國國民黨副主席（2010-2015） | - 大學教授（1984-2000） - 經濟部首席法律顧問（1993-2000） - 行政院陸委會諮詢委員（1994-1998） - 行政院公平會委員（1995-1998） - 國家安全會議諮詢委員（1999-2000） - 行政院陸委會主委（2000-2004） - 總統府國策顧問（2004-2005） - 立法委員（2004-2006） - 行政院副院長（2006-2007） - 民主進步黨主席（2008-2012） |
| 出生地 | 中華民國臺灣省桃園縣 | 中華民國臺灣省臺北市 |

在此次選戰中，中國國民黨提名的朱立倫以「新新台北．新首都」為競選主軸，並發表「三環三線」的台北捷運政見。此外，朱立倫也與同黨籍的臺北市長候選人郝龍斌共同提出「大台北黃金雙子城」、「黃金十年．北北共榮」等合作政見，表示將從交通、產業到生活面結合，將北北兩都打造成經貿重鎮。
而民主進步黨提名的蔡英文在此次選舉中，以「I Love New 新幸福、新時代」為競選主軸，並強調新北市須要有捷運主導權，且推動「新市民主義運動」，以市民為主的政策核心。除了發表「新北市政策白皮書」外，蔡英文也提出「新幸福工程」、「社會住宅」、「十大區域建設」、「友善動物城市」等政見，並承諾建構完善社會照護體系以及完整交通網路規劃。此外，蔡英文也與同黨籍的臺北市長參選人蘇貞昌聯合推出合作文宣。
競逐新北市市長的蔡英文與朱立倫，均曾任副揆，被戲稱為「副揆之戰」。

##### 民意調查
| 新北市市長選舉民意調查 | 新北市市長選舉民意調查 | 新北市市長選舉民意調查 | 新北市市長選舉民意調查 | 新北市市長選舉民意調查 |
| 民調來源               | 完成日期               | 國民 朱立倫            | 民進 蔡英文            | 未表態                 |
| ---------------------- | ---------------------- | ---------------------- | ---------------------- | ---------------------- |
| 旺旺中時               | 2010年5月24日          | 33.0%                  | 28.2%                  | 38.7%                  |
| TVBS                   | 2010年5月24日          | 43%                    | 44%                    | 14%                    |
| TVBS                   | 2010年7月16日          | 46%                    | 40%                    | 14%                    |
| 旺旺中時               | 2010年7月17日          | 39.2%                  | 39.8%                  | 21.0%                  |
| 年代                   | 2010年7月21日          | 41.1%                  | 36.2%                  | 22.7%                  |
| 民進黨                 | 2010年8月19日          | 44.2%                  | 44.1%                  | 11.7%                  |
| TVBS                   | 2010年8月23日          | 47%                    | 40%                    | 13%                    |
| 展欣科技               | 2010年8月23日          | 45%                    | 55%                    | —                      |
| 展欣科技               | 2010年9月7日           | 43.9%                  | 56.1%                  | —                      |
| 蘋果日報               | 2010年9月11日          | 47.04%                 | 39.08%                 | 13.88%                 |
| 旺旺中時               | 2010年9月17日          | 42.1%                  | 38.1%                  | 19.8%                  |
| 民進黨                 | 2010年9月23日          | 44.4%                  | 43.5%                  | 12.1%                  |
| 聯合報系               | 2010年9月27日          | 45%                    | 28%                    | 26%                    |
| 展欣科技               | 2010年9月28日          | 55.63%                 | 44.38%                 | —                      |
| 蘋果日報               | 2010年10月4日          | 48.49%                 | 35.13%                 | 16.38%                 |
| TVBS                   | 2010年10月5日          | 47%                    | 35%                    | 17%                    |
| 民進黨                 | 2010年10月7日          | 43.1%                  | 43.5%                  | 13.4%                  |
| 台灣公民社             | 2010年10月8日          | 37.9%                  | 35.3%                  | 26.8%                  |
| 世新大學               | 2010年10月10日         | 35.3%                  | 31.3%                  | 33.4%                  |
| 旺旺中時               | 2010年10月17日         | 43%                    | 34%                    | 23%                    |
| 自由時報               | 2010年10月19日         | 35.81%                 | 34.00%                 | 30.19%                 |
| 聯合報系               | 2010年10月27日         | 45%                    | 37%                    | 18%                    |
| TVBS                   | 2010年10月29日         | 44%                    | 40%                    | 16%                    |
| 旺旺中時               | 2010年11月2日          | 44%                    | 38%                    | 18%                    |
| 自由時報               | 2010年11月2日          | 35.82%                 | 38.49%                 | 25.69%                 |
| 財訊雜誌               | 2010年11月5日          | 39.3%                  | 34.3%                  | 26.4%                  |
| 決策調查               | 2010年11月6日          | 39.9%                  | 37.2%                  | 22.9%                  |
| 世新大學               | 2010年11月7日          | 33.5%                  | 30.4%                  | 36.1%                  |
| 旺旺中時               | 2010年11月8日          | 45.6%                  | 41.6%                  | 12.8%                  |
| TVBS                   | 2010年11月9日          | 45%                    | 38%                    | 17%                    |
| 民進黨                 | 2010年11月12日         | 40.3%                  | 39.1%                  | 20.6%                  |
| 自由時報               | 2010年11月12日         | 38.81%                 | 39.29%                 | 21.90%                 |

##### 投票率及得票率預估
| 預估來源                       | 公佈日期       | 投票率 | 國民 朱立倫 | 民進 蔡英文 |
| ------------------------------ | -------------- | ------ | ----------- | ----------- |
| TVBS（页面存档备份，存于）     | 2010年8月23日  | 69%    | 53%         | 47%         |
| 展欣科技（页面存档备份，存于） | 2010年10月4日  | —      | 49.56%      | 50.44%      |
| 聯合報系                       | 2010年10月27日 | —      | 55%         | 45%         |
| TVBS（页面存档备份，存于）     | 2010年10月29日 | 71%    | 51%         | 49%         |
| TVBS（页面存档备份，存于）     | 2010年11月9日  | 71%    | 51%         | 49%         |
| 遠見雜誌                       | 2010年11月27日 | 69.1%  | 48.9%       | 51.1%       |

### 選舉結果
| 1        | 朱立倫   | 中國國民黨     | 1,115,536票 | 52.61%                           | 當選                             |
| 2        | 蔡英文   | 民主進步黨     | 1,004,900票 | 47.39%                           |                                  |
| 選舉日期 | 選舉日期 | 2010年11月27日 | 選舉人數    | 3,006,877人                      | 3,006,877人                      |
| 投票率   | 投票率   | 71.25%         | 投票人數    | 有效：2,120,436人 無效：21,974人 | 有效：2,120,436人 無效：21,974人 |

## 臺中市

### 政治背景
此次選舉所牽涉的大臺中市是由原臺灣省下轄之臺中縣及臺中市合併改制而成。
其中臺中縣長期由中國國民黨執政，泛藍基本盤較高，不過同時地方派系的影響力也是相當的重要。就選民結構而言，泛藍領先泛綠五個百分點左右。由於臺中縣屬於農業縣，而且紅黑派系組織數十年根深柢固，過去一直是國民黨基本地盤。
而臺中市目前亦由國民黨執政，且藍綠基本營大都維持在五成五比四成五左右。長期以來，臺中市市長雖然多為國民黨籍，但在過去，臺中市的執政權也曾經數次在國民黨、黨外人士及民進黨之間輪替。

### 市長選舉

#### 政黨初選

##### 中國國民黨
國民黨內最初共有臺中市市長胡志強、立法委員紀國棟、劉銓忠以及臺中縣副縣長張壯熙等四人表態有意參選臺中市市長。此外，總統府秘書長、前臺中縣長廖了以也被外界視為可能的人選，不過雖然許多支持者和基層人員曾多次發動連署拱廖了以參選臺中市市長，但廖了以本人卻始終表示不會考慮參選。而在2010年3月29日，臺中縣副縣長張壯熙則以顧全大局與團結考量為由，正式對外發表聲明決定退出黨內初選。
在2010年4月6日，國民黨黨中央公布五都市長參選表態名單，其中臺中市部份共有胡志強、紀國棟以及劉銓忠等三人有意參選。不過由於在2010年4月13日，紀國棟表達為了國民黨團結，而宣布退出臺中市市長黨內初選，且劉銓忠也早已表明不願參與民調，故臺中市方面並沒有進行民調。在2010年5月12日，國民黨中常會通過了五都市長選舉提名人名單，其中臺中市方面，確定提名胡志強參選。

##### 民主進步黨
早在2008年11月19日，臺中縣市合併升格案通過前，民進黨黨中央便徵召前行政院新聞局局長、總統府副秘書長林佳龍參選第十六屆臺中市市長。但在2009年6月底，內政部通過了臺中縣市合併升格案後，原訂於2009年12月5日舉行的臺中縣市長選舉也因此取消。在2010年1月24日，民進黨臨時全國代表大會通過了「民進黨2010年直轄市長提名特別條例」，由中執會成立「提名協調小組」，其中非執政的三都（包含臺中市在內），將在徵詢可能人選及進行協調後，由主席提送中執會同意後徵召。在2010年1月31日，林佳龍便表態爭取2010年大臺中直轄市長黨內提名。而在2010年3月5日晚間，民進黨臺中縣黨部主委郭俊銘也在大里市春酒宴中，宣布爭取黨內提名。此外，前行政院長謝長廷、民進黨主席蔡英文兩人也被外界視為可能的人選，但兩人皆表示沒有參選的意願。
但民進黨內仍然一度傳出蘇貞昌選臺北市、蔡英文選新北市、謝長廷選臺中市的「金三角」組合，而五都提名協調九人小組成員、立委陳明文也在2010年4月16日表示，該組合確實是選項之一，「這是規劃的人選」。在2010年4月10日，臺中市許多個本土社團發表聲明，呼籲民進黨徵召前行政院長謝長廷參選臺中市市長。而在2010年4月14日，由於民進黨中央對臺中市市長選舉人選遲遲未決，原本積極爭取提名的林佳龍決定暫停選舉活動，並且表示將放空自己，希望能夠給黨中央更大的思考空間決定提名人選，以及刺激黨內團結、加速黨內整合。而在2010年4月21日，五十多個本土社團再次要求謝長廷參選大臺中市長，但謝長廷仍然表示無參選意願，並表態支持林佳龍參選。在2010年5月4日，臺灣教授協會會長陳儀深等親綠學者發起連署，呼籲黨內有意參選者「之前的宣布一切歸零」，不論正副市長都應推出一軍參選，其中臺中市方面，盼望由謝長廷與林佳龍搭配正副市長。
而根據透露，黨高層原本鎖定前警政署長侯友宜參選臺中市市長，但由於侯友宜參選意願不高、謝長廷無意參選、林佳龍停止競選活動，黨高層轉而評估黨秘書長蘇嘉全參選的可行性。此外，民進黨高層也曾經勸進出身大甲海線且擔任過高雄市副市長、臺中縣副縣長、陸委會特任副主委及立委的邱太三，不過邱太三本人表示，自己年初一度動念想參選，但在接下亞洲大學專任助理教授後，便沒有選舉打算。而蘇嘉全雖然多次對外表示，身為民進黨九人提名小組召集人，負責協調人選，不宜參選，但在2010年5月6日，爭取民進黨提名的臺中縣市黨部主委郭俊銘透露，黨中央日內會針對蘇嘉全、林佳龍、邱太三及自己做出最後民調確定提名人選。

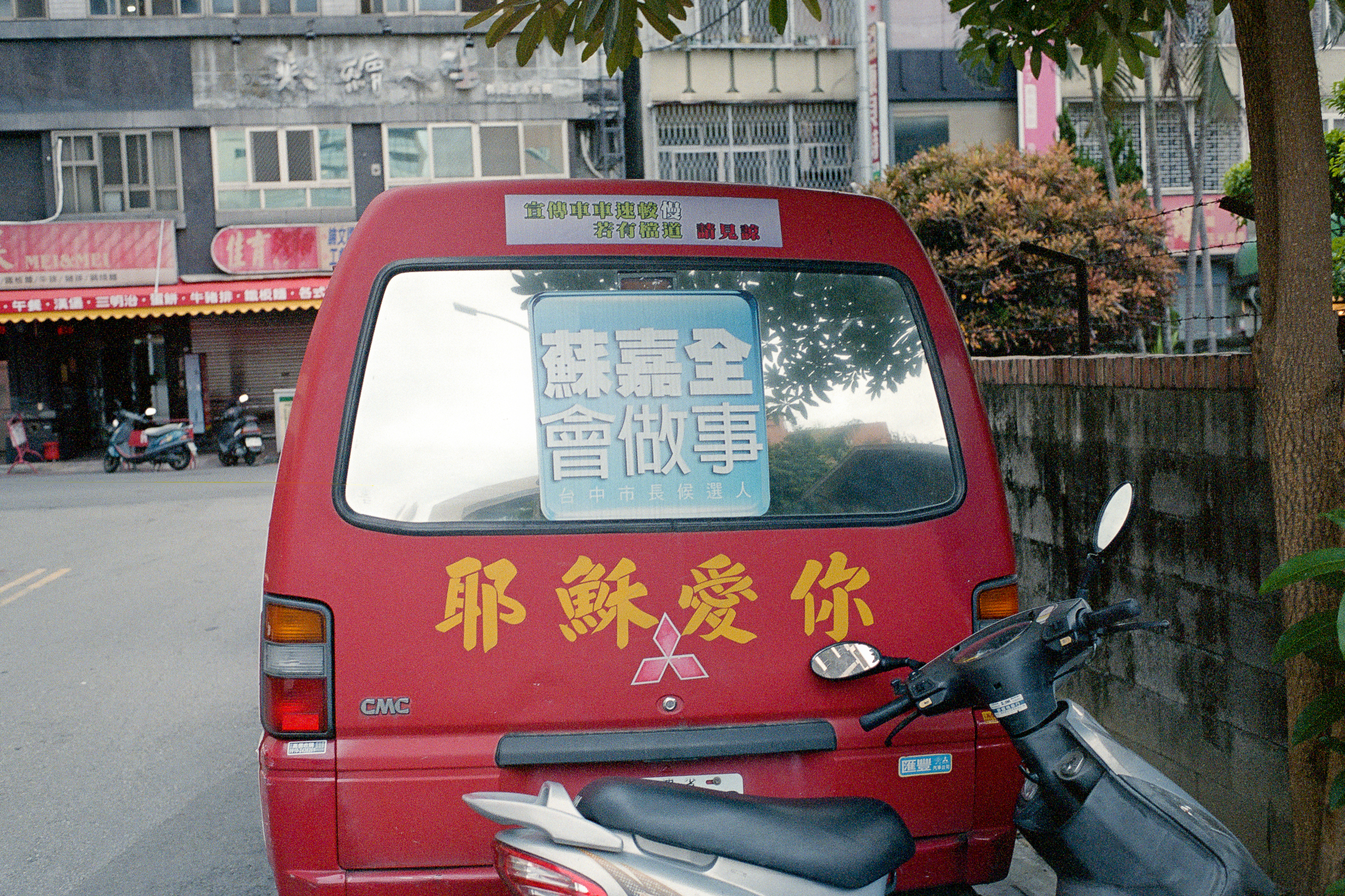
蘇嘉全宣傳車

在2010年5月17日，民進黨黨中央完成了臺中市市長黨內民調，其中黨秘書長蘇嘉全的支持率最高，並且領先前新聞局長林佳龍五個百分點。而在2010年5月23日，民進黨黨主席選舉落幕後，蘇嘉全也正式對外宣佈自己將投入年底的五都選戰。在2010年5月25日，民進黨中執會通過了五都市長選舉提名人名單，其中臺中市方面，確定提名蘇嘉全參選。

##### 其他政黨及人選
在2010年8月5日，前臺中市議員及在2009年參選澎湖縣長的司法革新協會會長曾坤炳，宣布將以無黨籍身分參選台中市市長。然而，曾坤炳最後並未登記參選。

#### 候選人與競選過程
| 號次   | 1 | 2 |
| 政黨   | 民主進步黨 | 中國國民黨 |
| 候選人 | 蘇嘉全 | 胡志強 |
| 學歷   | - 國立臺灣海洋大學食品科學系畢業（1979年） - 國立中山大學公共事務研究所碩士（2001年） | - 國立政治大學外交系畢業（1970年） - 英國南安普頓大學國際關係碩士（1978年） - 英國牛津大學國際關係博士（1984年） |
| 經歷   | - 教師（1980-1991） - 國大代表（1986-1993） - 國民大會主席團主席（1992-1993） - 立法委員（1993-1997） - 屏東縣縣長（1997-2004） - 內政部部長（2004-2006） - 行政院農委會主委（2006-2008） - 民主進步黨祕書長（2008-2010） | - 國立中山大學副教授（1985-1990） - 總統府第一局副局長、新聞秘書（1991） - 行政院新聞局局長（1991-1996） - 國大代表（1996-1999） - 駐美代表（1996-1997） - 外交部部長（1997-1999） - 中國國民黨副秘書長（2000-2001） - 臺中市市長（2001-2014） |
| 出生地 | 中華民國臺灣省屏東縣 | 中華民國北平市 |

在此次選戰中，中國國民黨提名的胡志強，以「世界的大台中」為競選主軸，彰顯自己對於大台中具有國際觀的視野。而民主進步黨提名的蘇嘉全，以「大台中新政，新才有未來」為競選主軸，並發表「藍色海線」、「工藝樂活新都心」、「打造文創綠金新市鎮」、「蘇活花園城市」、「文化藝術特區」等政策文宣。

##### 民意調查
| 臺中市市長選舉民意調查 | 臺中市市長選舉民意調查 | 臺中市市長選舉民意調查 | 臺中市市長選舉民意調查 | 臺中市市長選舉民意調查 |
| 民調來源               | 完成日期               | 國民 胡志強            | 民進 蘇嘉全            | 未表態                 |
| ---------------------- | ---------------------- | ---------------------- | ---------------------- | ---------------------- |
| 蘋果日報               | 2010年5月24日          | 53.40%                 | 35.39%                 | 11.21%                 |
| TVBS                   | 2010年5月25日          | 57%                    | 26%                    | 17%                    |
| 聯合報系               | 2010年6月4日           | 46%                    | 24%                    | 30%                    |
| 自由時報               | 2010年6月9日           | 35.59%                 | 28.71%                 | 29.67%                 |
| 年代                   | 2010年7月6日           | 44.6%                  | 32.5%                  | 22.9%                  |
| TVBS                   | 2010年7月22日          | 51%                    | 31%                    | 19%                    |
| 年代                   | 2010年7月27日          | 43.5%                  | 30.7%                  | 25.8%                  |
| 展欣科技               | 2010年8月26日          | 62%                    | 38%                    | —                      |
| TVBS                   | 2010年8月27日          | 51%                    | 30%                    | 19%                    |
| 展欣科技               | 2010年9月9日           | 52.25%                 | 47.75%                 | —                      |
| 民進黨                 | 2010年9月15日          | 45%                    | 36%                    | 19%                    |
| 旺旺中時               | 2010年9月19日          | 41%                    | 35%                    | 25%                    |
| 蘋果日報               | 2010年9月26日          | 51.82%                 | 36.26%                 | 11.92%                 |
| 聯合報系               | 2010年9月28日          | 43%                    | 25%                    | 29%                    |
| 民進黨                 | 2010年9月29日          | 46.4%                  | 33.3%                  | 20.3%                  |
| 展欣科技               | 2010年9月29日          | 59.57%                 | 40.43%                 | —                      |
| TVBS                   | 2010年10月12日         | 47%                    | 34%                    | 18%                    |
| 世新大學               | 2010年10月12日         | 37.9%                  | 22.2%                  | 39.9%                  |
| 民進黨                 | 2010年10月13日         | 45.7%                  | 35.3%                  | 19.0%                  |
| 聯合報系               | 2010年10月27日         | 49%                    | 31%                    | 20%                    |
| 民進黨                 | 2010年10月27日         | 40.5%                  | 35.4%                  | 24.1%                  |
| 旺旺中時               | 2010年10月31日         | 43%                    | 33%                    | 23%                    |
| 自由時報               | 2010年11月5日          | 34.85%                 | 30.04%                 | 35.11%                 |
| 民進黨                 | 2010年11月6日          | 40.1%                  | 35.1%                  | 24.8%                  |
| 世新大學               | 2010年11月9日          | 36.3%                  | 26.5%                  | 37.2%                  |
| 旺旺中時               | 2010年11月12日         | 47.1%                  | 40.1%                  | 12.8%                  |
| 比得利調查             | 2010年11月15日         | 28.9%                  | 29.2%                  | 41.9%                  |

##### 投票率及得票率預估
| 預估來源                       | 公佈日期       | 投票率 | 國民 胡志強 | 民進 蘇嘉全 |
| ------------------------------ | -------------- | ------ | ----------- | ----------- |
| TVBS（页面存档备份，存于）     | 2010年8月27日  | 65%    | 58%         | 42%         |
| 展欣科技（页面存档备份，存于） | 2010年10月4日  | —      | 57.28%      | 42.72%      |
| 聯合報系                       | 2010年10月27日 | —      | 56%         | 44%         |
| 遠見雜誌                       | 2010年11月27日 | 64.1%  | 50.6%       | 49.4%       |

### 選舉結果
| 1        | 蘇嘉全   | 民主進步黨     | 698,358票 | 48.88%                           |                                  |
| 2        | 胡志強   | 中國國民黨     | 730,284票 | 51.12%                           | 當選                             |
| 選舉日期 | 選舉日期 | 2010年11月27日 | 選舉人數  | 1,977,368人                      | 1,977,368人                      |
| 投票率   | 投票率   | 73.15%         | 投票人數  | 有效：1,428,642人 無效：17,877人 | 有效：1,428,642人 無效：17,877人 |

## 臺南市

### 政治背景
此次選舉所牽涉的大臺南市是由原臺灣省下轄之臺南縣及臺南市合併改制而成。
其中臺南縣是綠軍的大本營，泛綠和泛藍的基本盤大約在六比四之間，自1993年縣長選舉，民主進步黨提名的陳唐山勝出以後，臺南縣目前已連續十七年由民進黨執政。
而臺南市的選民結構也呈現綠大藍小，且泛綠泛藍基本盤長期維持在五成五比四成五左右。相對於臺南縣在1993年才由藍翻綠，臺南市早在1977年的市長選舉中，便有自由人士蘇南成擊敗中國國民黨的案例（但嚴格而言，蘇南成是退出國民黨參選，並在當選後恢復黨籍）。

### 市長選舉

#### 政黨初選

##### 中國國民黨
在2010年4月6日，國民黨黨中央公布五都市長參選表態名單，其中大臺南市部份共有臺南縣黨部主委李全教、致遠管理學院副校長郭添財以及原本被徵召參選第十六屆臺南市長的臺南市議員謝龍介等三人參與黨內初選。在2010年4月19日，國民黨黨中央完成三都民調作業，其中臺南市以前立委郭添財領先，不過郭添財與李全教2人在誤差範圍內。而在第二波民調中，郭添財仍然在誤差範圍內領先李全教。在2010年4月26日，國民黨黨中央強調大臺南直轄市長方面，仍然須要進行最後協調以確定提名人選。經過協調後，國民黨秘書長金溥聰在2010年4月26日，表示將建議黨中央提名郭添財參選臺南市長選舉。而在2010年5月12日，國民黨中常會通過了五都市長選舉提名人名單，其中臺南市方面，確定提名郭添財參選。

##### 民主進步黨
早在2008年年底，臺南縣市合併升格案通過前，民進黨內便有前縣長陳唐山、立委李俊毅、葉宜津、副縣長顏純左與縣黨部主委鄭國忠等五人有意參選第十六屆台南縣縣長選舉，而第十六屆臺南市市長選舉也有立委賴清德、市議員王定宇、前立委唐碧娥、前代理市長卓春英等四人有意參選。在2009年年初，民進黨黨中央徵召李俊毅參選第十六屆臺南縣縣長、賴清德參選第十六屆臺南市市長。不過臺南縣長提名卻引發了黨內嚴重的反彈及爭議。但在2009年6月底，內政部通過了臺南縣市合併升格案後，原訂於2009年12月5日舉行的臺南縣市長選舉也因此取消。
在2009年縣市長選舉落幕後不久，臺南縣長蘇煥智、臺南市長許添財、前臺南縣長陳唐山、立委賴清德、李俊毅、葉宜津等六人並表態爭取2010年臺南直轄市長黨內提名。不過在2010年1月19日，陳唐山以顧及黨內團結與不願意再浪費民進黨黨內的資源為由，宣佈退出臺南直轄市長黨內初選。而在2010年1月24日，民進黨臨時全國代表大會通過了「民進黨 2010 年直轄市長提名特別條例」，由中執會成立「提名協調小組」，其中執政的二都提名（包含臺南市在內）採登記，登記後協調，若協調不成時由黨中央辦理民調決定。在2010年3月8日至3月12日期間，民進黨完成大臺南直轄市長黨內初選領表及登記作業，最後共有立委葉宜津、臺南縣長蘇煥智、立委賴清德、臺南市長許添財及立委李俊毅等五人先後完成黨內初選登記。
電視政見發表會
在2010年4月18日下午，民進黨舉辦的大臺南直轄市長黨內初選電視政見發表會在公視登場，登記參選的五人也皆在會中發表政見：
- 其中許添財強調自己在臺南市長任內城市治理經驗的專才與優勢，未來可在大臺南市有所發揮。許添財也表示，中國大陸成為臺灣經濟依賴的對象，是臺灣當前最大危機，大臺南更需要經濟與管理長才來治理市政，並提出安平與新營「雙都心」政見，以帶動縣市的平衡發展及重新整合交通路線。
- 而蘇煥智也強調自力任內開發了五個工業區，創造數百億產業與十多萬人的就業機會，並表示「此時還不是傳承的時候」，新的大臺南市要「先奠基再傳承」，讓他做第一任大臺南市長、打好基礎後，再傳承給新人。此外，蘇煥智則主張由新的市議會決定行政政中心地點，以及在未來要推動許多福利制度。
- 賴清德則表示縣市長做滿兩任就該卸任，民進黨的人才培養才會通暢，並表示他若當大台南市長，陳唐山已應允要當他的市政總顧問。賴清德也提出安平與新營「雙行政中心」政見，以帶動地方發展及縮小城鄉差距，並表示將由雲嘉南合作成立農業特區。
- 李俊毅則表示不滿初選過程內鬥頻頻的現象，「初選沒什麼好爭的，一切給交人民」，且高喊世代交替。李俊毅也強調應「攜手共創台南新都」，防止臺南縣邊緣化。
- 五位參選人中唯一的女性葉宜津，則強調四位參選人都很優秀，她若當選大臺南市長，一定善用四人的才華，並提出發放兒童津貼的政見。葉宜津也提出化解臺南縣「邊緣化危機」的方法，且堅決反對高雄自台南越域引水、台南各水庫壩體加高的做法。

初選民調結果
| 調查單位 | 賴清德 | 許添財 | 蘇煥智 | 李俊毅 | 葉宜津 |
| -------- | ------ | ------ | ------ | ------ | ------ |
| 山水     | 46.27% | 29.84% | 19.60% | 2.62%  | 1.66%  |
| 觀察家   | 43.52% | 33.17% | 18.63% | 2.78%  | 1.90%  |
| 精湛     | 43.05% | 34.80% | 18.70% | 1.65%  | 1.80%  |
| 平均     | 44.28% | 32.60% | 18.98% | 2.35%  | 1.79%  |

在2010年5月5日至5月6日期間，民進黨完成了臺南直轄市長黨內初選民調，由山水、觀察家及精湛三家公司進行調查，其中現任臺南市籍立委賴清德以平均四成四支持率勝出。在得知民調結果後，勝出的賴清德表示「我將盡最大的誠意協調，整合黨內」，希望黨內同志能擔任各種位置，一同打贏選戰。許添財則透過幕僚表示「給我一點時間，會再向大家說明」，且不少支持者甚至勸進他「自己出來選」。蘇煥智對民調結果也難掩失望，但強調會為賴清德輔選，且不會參選立委，而李俊毅、葉宜津兩人皆坦然接受民調結果，表示會盡力輔選。在2010年5月25日，民進黨中執會通過了五都市長選舉提名人名單，其中臺南市方面，確定提名賴清德參選。而許添財也在2010年6月22日與黨主席蔡英文會談中，向蔡英文表示，只要黨有需要，主席開口，他就願意輔選。

#### 候選人與競選過程
| 號次   | 1 | 2 |
| 政黨   | 中國國民黨 | 民主進步黨 |
| 候選人 | 郭添財 | 賴清德 |
| 學歷   | - 國立高雄師範大學教育碩士 - 國立政治大學教育博士 - 英國南漢普敦大學研究 - 美國伊利諾大學研究 | - 國立臺灣大學復健醫學系畢業 - 國立成功大學學士後醫學系 - 美國哈佛大學公共衛生學院碩士 |
| 經歷   | - 教師（1982-1987） - 臺南縣教育局督學（1987-1991） - 臺南師範學院兼任講師（1991-1996） - 臺灣省教育廳股長、視察、秘書、督學（1991-1996） - 彰化縣教育局局長（1996-2001） - 大學副教授（1996-2001） - 立法委員（2002-2005） - 致遠管理學院副校長（2005-2010） | - 成大醫院與新樓醫院內科主治醫師 - 國大代表（1996-1999） - 立法委員（1999-現任） - 內政部身心障礙保護委員會委員（2002-2004） - 美國國務院「菁英計畫」訪問學人（2004） - 立法院衛生環境與社會福利委員會召集委員 - 立法院司法委員會召集委員 - 立法院跨黨派厚生會會長 - 民進黨立法院黨團幹事長 - 臺灣醫界聯盟基金會董事 - 中華民國教師會顧問 |
| 出生地 | 中華民國臺灣省臺南縣 | 中華民國臺灣省臺北縣 |

在此次選戰中，中國國民黨提名的郭添財，以「旺來、旺來，大台南」為競選的兩大主軸，並發表「青年圓夢」計畫，也表示自己將「誠心正意，腳踏實地，團結四方，贏取勝利」。而民主進步黨提名的賴清德，以「看見未來」、「富足大台南」為競選主軸，並發表「精緻．樂活．新農業」、「綠能產業」、「台灣文化歷史首都」、「幸福女人．真愛台南」、「用教育為孩子裝上飛向夢想的翅膀」等政策文宣。

##### 民意調查
| 臺南市市長選舉民意調查 | 臺南市市長選舉民意調查 | 臺南市市長選舉民意調查 | 臺南市市長選舉民意調查 | 臺南市市長選舉民意調查 |
| 民調來源               | 完成日期               | 民進 賴清德            | 國民 郭添財            | 未表態                 |
| ---------------------- | ---------------------- | ---------------------- | ---------------------- | ---------------------- |
| TVBS                   | 2010年5月20日          | 59%                    | 22%                    | 19%                    |
| TVBS                   | 2010年7月27日          | 53%                    | 25%                    | 22%                    |
| 年代                   | 2010年8月17日          | 47.7%                  | 18.9%                  | 33.4%                  |
| 展欣科技               | 2010年8月27日          | 67.21%                 | 32.79%                 | —                      |
| TVBS                   | 2010年8月31日          | 53%                    | 25%                    | 21%                    |
| 展欣科技               | 2010年9月13日          | 75.42%                 | 24.58%                 | —                      |
| 旺旺中時               | 2010年9月18日          | 52%                    | 21%                    | 27%                    |
| 聯合報系               | 2010年9月29日          | 44%                    | 20%                    | 33%                    |
| 展欣科技               | 2010年9月30日          | 66.43%                 | 33.57%                 | —                      |
| TVBS                   | 2010年10月13日         | 50%                    | 28%                    | 22%                    |
| 世新大學               | 2010年10月16日         | 36.2%                  | 23.3%                  | 40.5%                  |
| 自由時報               | 2010年10月23日         | 44.07%                 | 16.73%                 | 39.2%                  |
| 聯合報系               | 2010年10月29日         | 48%                    | 24%                    | 28%                    |
| 旺旺中時               | 2010年10月29日         | 52%                    | 23%                    | 25%                    |
| TVBS                   | 2010年11月4日          | 47%                    | 34%                    | 18%                    |
| 世新大學               | 2010年11月13日         | 37.7%                  | 22.0%                  | 40.3%                  |
| 民進黨                 | 2010年11月13日         | 51.3%                  | 25.9%                  | 22.8%                  |

##### 投票率及得票率預估
| 預估來源                       | 公佈日期       | 投票率 | 民進 賴清德 | 國民 郭添財 |
| ------------------------------ | -------------- | ------ | ----------- | ----------- |
| TVBS（页面存档备份，存于）     | 2010年8月31日  | 67%    | 64%         | 36%         |
| 展欣科技（页面存档备份，存于） | 2010年10月4日  | —      | 66.79%      | 33.21%      |
| 聯合報系                       | 2010年10月29日 | —      | 58%         | 42%         |
| TVBS                           | 2010年11月4日  | 71%    | 56%         | 44%         |
| 遠見雜誌                       | 2010年11月27日 | 61.7%  | 62.5%       | 37.5%       |

### 選舉結果
| 1        | 郭添財   | 中國國民黨     | 406,196票 | 39.59%                           |                                  |
| 2        | 賴清德   | 民主進步黨     | 619,897票 | 60.41%                           | 當選                             |
| 選舉日期 | 選舉日期 | 2010年11月27日 | 選舉人數  | 1,467,256人                      | 1,467,256人                      |
| 投票率   | 投票率   | 71.01%         | 投票人數  | 有效：1,026,093人 無效：15,848人 | 有效：1,026,093人 無效：15,848人 |

台南市長選舉得票分布。

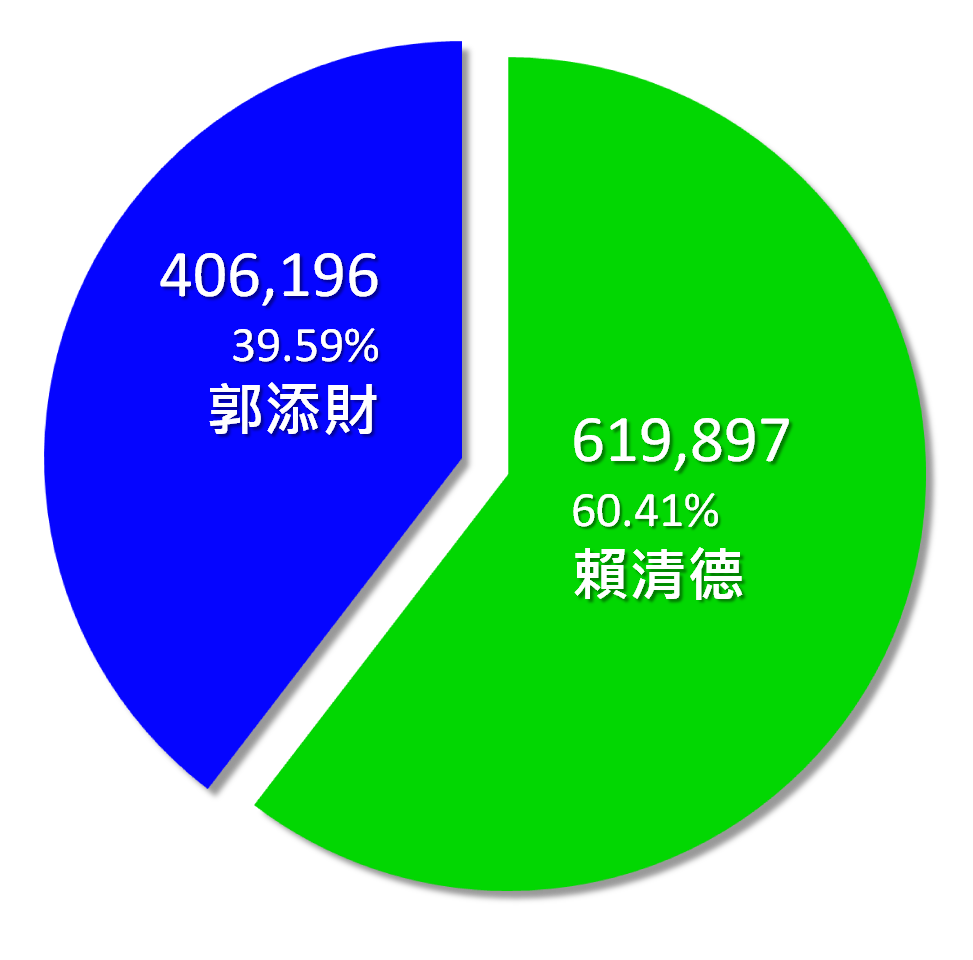

相關條目：2011年臺南市第二選舉區立法委員缺額補選

## 高雄市

### 政治背景
此次選舉所牽涉的大高雄市是由原直轄市高雄市及原臺灣省下轄之高雄縣合併改制而成。
其中高雄市是綠營的票倉，選民結構綠略大於藍，目前已經連續十二年由民進黨執政。在高雄市十一個行政區中，除左營區偏藍，其餘則偏綠。
而高雄縣的選民結構則呈現綠大藍小，目前已經連續二十五年由黨外人士及民進黨執政。雖然高雄縣的地方生態相當的複雜，分為紅、白、黑多派，但整體而言，泛綠和泛藍的基本盤大約在六比四左右。

### 市長選舉

#### 政黨初選

##### 中國國民黨
在2010年4月6日，國民黨黨中央公布五都市長參選表態名單，其中高雄市部份共有立委黃昭順、侯彩鳳、張顯耀、林益世、前澎湖縣長賴峰偉以及前臺北市政府勞工局長蘇盈貴等六人參與黨內初選。在2010年4月19日，國民黨黨中央完成三都民調作業，其中高雄市以黃昭順民調最高。在2010年5月12日，國民黨中常會通過五都市長選舉提名人名單，其中高雄市方面，確定提名黃昭順參選。

##### 民主進步黨
早在2008年年底，高雄縣市合併案通過前，民進黨內便有立委余政道、陳啟昱、前立委林岱樺等三人表態有意參選第十六屆高雄縣縣長選舉。在2009年1月21日，民進黨黨中央徵召民調領先的林岱樺參選十六屆高雄縣長，但在2009年6月底，內政部通過了高雄縣市合併案後，原訂於2009年12月5日舉行的高雄縣長選舉也因此取消。在2009年年底，高雄市長陳菊及高雄縣長楊秋興兩人均表態爭取2010年大高雄直轄市長黨內提名。而在2010年1月24日，民進黨臨時全國代表大會通過了「民進黨 2010 年直轄市長提名特別條例」，由中執會成立「提名協調小組」，其中執政的二都提名（包含高雄市在內）採登記，登記後協調，若協調不成時由黨中央辦理民調決定。在2010年3月8日至3月12日期間，民進黨完成大高雄直轄市長黨內初選領表及登記作業，最後共有陳菊及楊秋興兩人完成黨內初選登記。
由於此次初選所引發的「秋菊之爭」相當的激烈，且雙方陣營負面文宣攻擊不斷，民進黨主席蔡英文、民進黨秘書長蘇嘉全及九人小組成員在2010年3月14日南下高雄進行協調，陳菊、楊秋興兩人均同意在一定規範內且不可傷害黨的形象前提下，進行君子之爭，且在未來初選的競選文宣、活動或記者會均將採正面宣傳方式。民進黨秘書長蘇嘉全也在同日，呼籲黨內同志自制、不要跨越紅線，並表示如果情況持續，黨中央將不排除提前初選時間。在2010年4月21日，蔡英文邀集陳菊和楊秋興北上商談，決定加速進入大高雄地區提名的最後協調階段，在4月25日凌晨開始停止一切廣告宣傳的作為，並要求各地黨部也必須保持中立。

###### 初選民調結果
| 調查單位 | 陳菊   | 楊秋興 |
| -------- | ------ | ------ |
| 中央黨部 | 59.88% | 40.12% |
| 觀察家   | 57.39% | 42.61% |
| 精湛     | 59.50% | 40.50% |
| 平均     | 58.92% | 41.08% |

在2010年5月3日至5月4日期間，民進黨完成大高雄市長黨內初選民調，由中央黨部及觀察家、精湛兩家公司進行調查，其中高雄市長陳菊以平均五成九支持率勝出，楊秋興則得到四成一的支持率。對於初選結果，陳菊感謝高雄縣市民眾支持，並表示將找適當時機向楊秋興請益；而楊秋興則表示接受初選結果，表明不會脫黨參選，並承諾願幫陳菊助選。在2010年5月25日，民進黨中執會通過五都市長選舉提名人名單，其中高雄市方面，確定提名陳菊參選。

##### 其他政黨及人選
在2010年5月11日，前高雄縣議員及曾經多次參選高雄市長及立委的《希望之聲》創辦人、臺長及主持人林景元，宣布將以無黨籍身分參選高雄市長。而在民進黨內初選落敗的高雄縣長楊秋興，雖然曾經表示接受初選結果，但最後在各方的勸進聲浪之中，於2010年8月9日正式宣布將脫黨參選。然而，最後僅楊秋興一人在2010年9月13日至9月17日期間，以無黨籍身分登記參選高雄市市長選舉。

#### 候選人與競選過程
| 號次   | 1 | 2 | 3 |
| 政黨   | 無黨籍 | 中國國民黨 | 民主進步黨 |
| 候選人 | 楊秋興 | 黃昭順 | 陳菊 |
| 學歷   | - 國立臺灣大學土木工程系畢業（1979） - 國立臺灣大學土木工程研究所碩士（1985） | - 高雄醫學大學藥學系畢業 - 國立中山大學管理學院高階經營碩士 | - 世界新聞專科學校圖書資訊科畢業（1968） - 國立中山大學公共事務研究所碩士（2000） |
| 經歷   | - 中鼎工程公司工程師 - 高雄縣政府技士 - 高雄市政府新工處副工程司 - 澎湖縣都市計畫委員會委員 - 臺灣省省議員（1994-1998） - 臺灣省議會民主進步黨團副召集人 - 臺灣省環境保護聯盟高雄縣分會創會會長 - 立法委員（1999-2001） - 高雄縣縣長（2001-2010） | - 高雄市市議員（1981-1993） - 立法委員（1993-現任） - 行政院婦女權益促進委員會委員 - 中華民國紅十字會高雄分會理事 - 國際佛光會中華總會理事 - 青溪婦女聯合會高雄分會主任委員 - 中華民國全國教師會顧問 - 中華民國婦女就業促進協進會理事 - 中華民國自由車協會理事長 - 高雄醫學大學、大仁科技大學、中華醫事科技大學講師 | - 郭雨新省議員秘書（1969-1979） - 東亞人權協會理事（1979） - 民主進步黨創黨18人工作小組（1986） - 臺灣人權促進會主任、秘書長（1986-1992） - 國大代表（1991-1993） - 臺灣人權促進會會長（1992-1994） - 台北市社會局局長（1994-1998） - 高雄市社會局局長（1998-2000） - 行政院勞委會主委（2000-2005） - 高雄市市長（2006-現任） - 長榮大學衝突研究中心研究員兼客座副教授 |
| 出生地 | 中華民國臺灣省高雄縣 | 中華民國臺灣省彰化縣 | 中華民國臺灣省宜蘭縣 |

在此次選戰中，中國國民黨提名的黃昭順，以「拼經濟，高雄乎順啦」為競選主軸，並提出「高雄再起．十大主張」、「產業再生．四大方針」等政見。而民主進步黨提名的陳菊，以「最愛生活在高雄」為競選主軸，表示施政思維從「人民的生活」出發，並希望建設大高雄，讓愛充滿這個城市、讓居住在這個城市的每一個人都幸福。以無黨籍身分參選的楊秋興，則以「更新．創見」為理念，強調三大軸心「南方自主、在地幸福」、「南方小巨人、高雄最佳CEO」和「樂、定、心、做、願」五種生活態度。

##### 民意調查
| 高雄市市長選舉民意調查 | 高雄市市長選舉民意調查 | 高雄市市長選舉民意調查 | 高雄市市長選舉民意調查 | 高雄市市長選舉民意調查 | 高雄市市長選舉民意調查 |
| 民調來源               | 完成日期               | 民進 陳菊              | 無黨 楊秋興            | 國民 黃昭順            | 未表態                 |
| ---------------------- | ---------------------- | ---------------------- | ---------------------- | ---------------------- | ---------------------- |
| TVBS                   | 2010年5月27日          | 62%                    | —                      | 26%                    | 12%                    |
| 年代                   | 2010年7月13日          | 45.4%                  | 25.4%                  | 11.7%                  | 17.5%                  |
| TVBS                   | 2010年7月29日          | 43%                    | 26%                    | 16%                    | 15%                    |
| 蘋果日報               | 2010年8月3日           | 43.75%                 | 27.18%                 | 20.49%                 | 8.58%                  |
| 年代                   | 2010年8月3日           | 43.6%                  | 23.8%                  | 11.5%                  | 21.2%                  |
| 聯合報系               | 2010年8月4日           | 44%                    | 23%                    | 13%                    | 19%                    |
| 民進黨                 | 2010年8月9日           | 53.7%                  | 22.6%                  | 15.3%                  | 8.4%                   |
| TVBS                   | 2010年8月10日          | 46%                    | 28%                    | 14%                    | 12%                    |
| 展欣科技               | 2010年8月16日          | 54.35%                 | 36.96%                 | 8.70%                  | —                      |
| 自由時報               | 2010年8月18日          | 46%                    | 19%                    | 7%                     | 28%                    |
| 展欣科技               | 2010年8月31日          | 48.36%                 | 20.49%                 | 31.15%                 | —                      |
| TVBS                   | 2010年9月2日           | 46%                    | 22%                    | 16%                    | 16%                    |
| 展欣科技               | 2010年9月17日          | 56.45%                 | 25.81%                 | 17.74%                 | —                      |
| 旺旺中時               | 2010年9月18日          | 45.5%                  | 20.2%                  | 14.9%                  | 19.3%                  |
| 蘋果日報               | 2010年9月23日          | 36.39%                 | 24.60%                 | 18.05%                 | 20.96%                 |
| 聯合報系               | 2010年9月26日          | 37%                    | 24%                    | 14%                    | 23%                    |
| 民進黨                 | 2010年9月27日          | 46.0%                  | 26.3%                  | 12.4%                  | 15.3%                  |
| TVBS                   | 2010年9月28日          | 42%                    | 21%                    | 18%                    | 19%                    |
| 民眾日報               | 2010年9月29日          | 31.7%                  | 18.8%                  | 7.3%                   | 42.4%                  |
| 蘋果日報               | 2010年9月29日          | 38.30%                 | 22.48%                 | 19.61%                 | 19.61%                 |
| 旺旺中時               | 2010年9月30日          | 42.8%                  | 21.1%                  | 13.8%                  | 22.3%                  |
| 民進黨                 | 2010年10月12日         | 47.0%                  | 21.7%                  | 14.8%                  | 16.5%                  |
| 世新大學               | 2010年10月14日         | 31.7%                  | 20.6%                  | 15.2%                  | 32.5%                  |
| TVBS                   | 2010年10月25日         | 43%                    | 26%                    | 16%                    | 15%                    |
| 旺旺中時               | 2010年10月28日         | 47.1%                  | 23.4%                  | 10.3%                  | 19.2%                  |
| 自由時報               | 2010年10月30日         | 43.27%                 | 18.52%                 | 7.8%                   | 30.41%                 |
| 聯合報系               | 2010年10月31日         | 39%                    | 29%                    | 16%                    | 16%                    |
| TVBS                   | 2010年11月7日          | 41%                    | 28%                    | 16%                    | 15%                    |
| 民進黨                 | 2010年11月9日          | 47.2%                  | 25.6%                  | 12.5%                  | 14.7%                  |
| 世新大學               | 2010年11月11日         | 34.1%                  | 18.2%                  | 15.3%                  | 32.4%                  |
| 自由時報               | 2010年11月15日         | 45.03%                 | 16.76%                 | 11.51%                 | 26.37%                 |
| 旺旺中時               | 2010年11月15日         | 46.0%                  | 24.0%                  | 13.7%                  | 16.3%                  |

##### 投票率及得票率預估
| 預估來源                       | 公佈日期       | 投票率 | 民進 陳菊 | 無黨 楊秋興 | 國民 黃昭順 |
| ------------------------------ | -------------- | ------ | --------- | ----------- | ----------- |
| TVBS（页面存档备份，存于）     | 2010年9月2日   | 72%    | 52%       | 26%         | 22%         |
| 展欣科技（页面存档备份，存于） | 2010年10月4日  | —      | 52.74%    | 25.34%      | 21.92%      |
| TVBS                           | 2010年10月25日 | 74%    | 46%       | 31%         | 23%         |
| 聯合報系                       | 2010年10月31日 | —      | 44%       | 35%         | 21%         |
| TVBS                           | 2010年11月7日  | 73%    | 45%       | 33%         | 21%         |
| 國民黨                         | 2010年11月15日 | —      | 41.52%    | 27.68%      | 30.80%      |
| 遠見雜誌                       | 2010年11月27日 | 69.7%  | 55.6%     | 39.2%       | 5.2%        |

### 選舉結果
2010年五都大選為高雄市與高雄縣合併改制升格為直轄市後的首次選舉，於2010年11月27日投開票，結果顯示陳菊在泛綠陣營分裂的情況下，仍以821,089票、過半選票（52.8%得票率）當選為高雄縣市合併後首任大高雄市長，而中國國民黨提名的候選人黃昭順則以第三名收場。一般認為，泛藍陣營在大高雄的崩盤鞏固陳的「南霸天」地位，甚至有國民黨籍地方人士意有所指陳菊可以揮軍北伐坐大位。

高雄市長選舉得票分布。

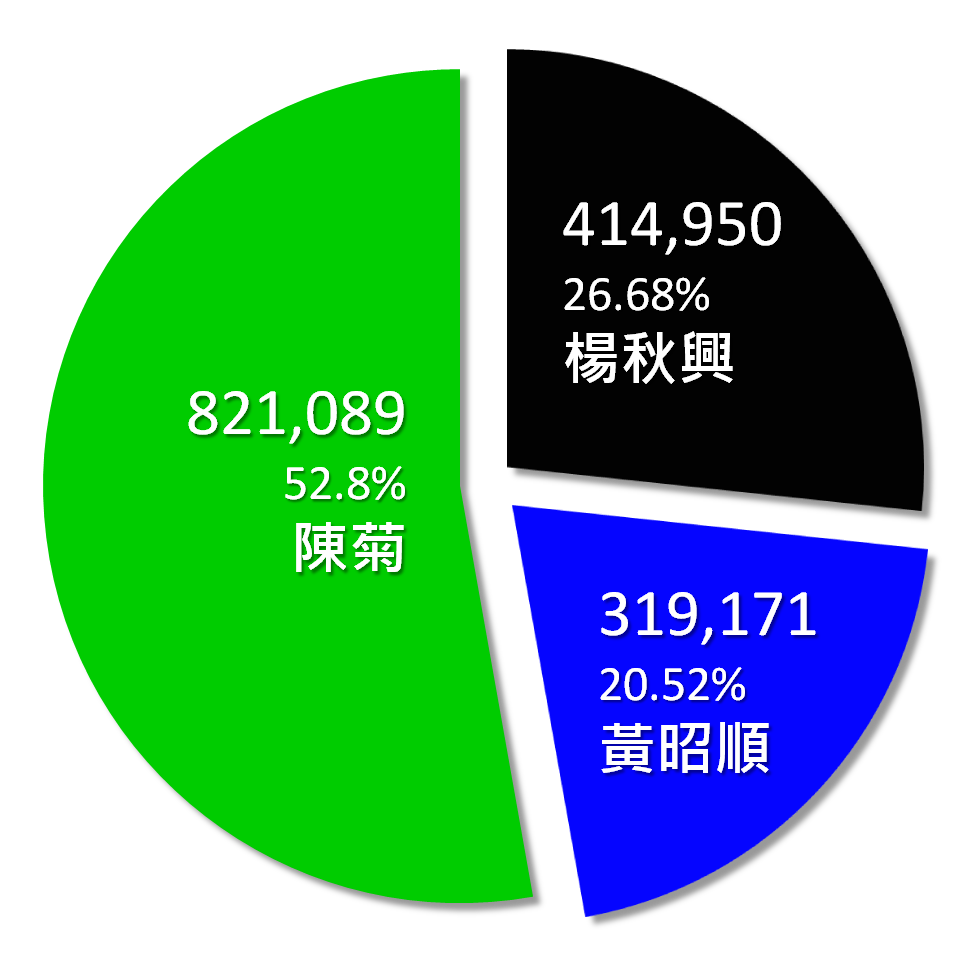

| 1        | 楊秋興   | 無黨籍         | 414,950票 | 26.68%                           |                                  |
| 2        | 黃昭順   | 中國國民黨     | 319,171票 | 20.52%                           |                                  |
| 3        | 陳菊     | 民主進步黨     | 821,089票 | 52.8%                            | 當選                             |
| 選舉日期 | 選舉日期 | 2010年11月27日 | 選舉人數  | 2,166,119人                      | 2,166,119人                      |
| 投票率   | 投票率   | 72.52%         | 投票人數  | 有效：1,555,210人 無效：15,685人 | 有效：1,555,210人 無效：15,685人 |

## 參看
- 臺灣選舉
- 1994年中華民國省市長暨省市議員選舉
- 1998年中華民國直轄市市長暨市議員選舉
- 2002年中華民國直轄市市長暨市議員選舉
- 2006年中華民國直轄市市長暨市議員選舉
- 2010年中華民國直轄市公職人員選舉
- 2010年中華民國直轄市里長選舉
- 2010年永和槍擊事件

## 外部連結
- 中央選舉委員會—99年直轄市市長、議員及里長選舉網頁專區
- Yahoo！奇摩新聞—2010五都市長大選
- Google—2010年五都選舉